# Lepidagathis backeri
Lepidagathis backeri är en akantusväxtart som beskrevs av Cornelis Eliza Bertus Bremekamp. Lepidagathis backeri ingår i släktet Lepidagathis och familjen akantusväxter. Inga underarter finns listade i Catalogue of Life.